# ألكسيس شول
ألكسيس شول هو لاعب كرة قدم بلجيكي في مركز الدفاع، ولد في 11 مارس 1996 في بلجيكا. شارك مع منتخب بلجيكا تحت 17 سنة لكرة القدم ومنتخب بلجيكا تحت 19 سنة لكرة القدم. أما مع النوادي، فقد لعب مع نادي غينت.

## وصلات خارجية
- ألكسيس شول على موقع الاتحاد الأوربي (الإنجليزية)
- ألكسيس شول على موقع قاعدة بيانات كرة القدم.إي يو (الإنجليزية)
- ألكسيس شول على موقع Soccerway.com (الإنجليزية)
- ألكسيس شول على موقع AS.com (الإسبانية)